# استفتاء 1937 حول حق المرأة في الفلبين بالاقتراع
أعلنت الجمعية الوطنية في الفيليبين عن استفتاء عام 1937، الذي كان سيقرّ فيما إذا كان يجب أن تحصل المرأة الفيليبينية على حق الاقتراع أم لا. بدأت عدّة حركات نسوية خلال عام 1910 الأمر الذي أدى إلى طرح استفتاء عام 1937 حيث صوّتت النساء لصالح أو ضد حق المرأة بالاقتراع. عملت النساء الفيليبينيات جاهدةً للحشد والقتال من أجل حق المرأة بالاقتراع في بدايات العشرية الأولى من القرن العشرين وحققت نصرًا بعدما أكّد 447,725 صوتًا من أصل 500,000 حق المرأة بالاقتراع.
بدأ جدال حول حصول المرأة على حق الاقتراع في الفيليبين نسبةً لحقيقة أن هذا القرار قد يخرب الوحدة العائلية، حيث ستتراجع سلطة الزوج أو الرجل في المنزل ضمن العائلة. قبل صدور الاستفتاء، صوّت الناخبون على قبول الدستور الفيليبيني الجديد. صوّت ما يقارب 1,213,934 من الناخبين لصالح الدستور الجديد، فيما صوّت 42,690 ناخب ضده. كان الدستور الجديد، الذي يضم حكمًا حول آلية توسيع حق المرأة بالاقتراع، أقصر دستور أُبرم خلال العهد الجديد. ضم هذا الدستور الجديد عددًا قليلًا متمثّلًا بـ 17 مادة.
قبل حصولها على حق الاقتراع، لم تملك المرأة أي حقوق قانونية خلال هذه الفترة. حتّى مع رضى أزواجهم التام، لم تتمكن النساء من امتلاك أي حق قانوني. جعل الحاكم العام دوايت إف. دافيس من القانوني أن تحصل المرأة على بعض الحقوق القانونية فيما يخصّ تغيير الملكية، سنح ذلك الفرصة للنساء حيازة ممتلكات شخصية في حياتهم الشخصية. وجد حلًا فيما يخص حق المرأة في الفيليبين بالاقتراع في استفتاء خاص أُقيم في 30 أبريل عام 1937. صوّت 90% من الناخبين لصالح القضية.

## رئيسة أنثى
تُعد الفيليبين إحدى أوائل البلدان في آسيا الجنوبية الشرقية في تعيين رئيسة جمهورية أنثى، كورازون أكينو، التي تولت منصبها بين 25 فبراير عام 1986 إلى 30 يونيو عام 1992، كما امتلكت البلد نسبة عالية من المشاركة النسوية في المجال السياسي.
منح دستور 1987 الحالي المساواة بين كل من الرجل والمرأة. من بين حقوق المساواة السياسية حق الاقتراع وحق الحصول على الخدمات الاجتماعية وحق التعبير عن الرأي السياسي وحق الوصول إلى المعلومات. تُعد الفيليبين من البلدان الموقعة على اتفاقية الأمم المتحدة فيما يخص الحقوق السياسية للمرأة. في عام 1939، بعد أن منحت المرأة الفيليبينية حق الاقتراع، كانت أول عضو مجلس شيوخ منتخبة: السيناتور جيرونيما ت. بيكسون. أشعل انتخاب بيكسون بداية اعتلاء النساء العديد من المناصب القيادية مثل انتخاب رئيستين للفيليبين، وأعضاء مجلس الكونغرس ومجلس الشيوخ وعمدة بالإضافة إلى العديد من المناصب إلى جانبها.